# Sentier de grande randonnée de pays des Yvelines
Le GR de Pays (GRP) des Yvelines est un itinéraire pédestre, long d’environ 70 km, qui parcourt, du sud au nord, la frange ouest du département, d’Épernon (28) à Saint-Illiers-la-Ville où il rejoint le GR26 . Il traverse un paysage rural ponctué de beaux villages.

## Tracé
D'Épernon à Houdan (32 km) :
Après la traversée du centre ancien d'Épernon, le GRP monte sur le plateau pour rejoindre le département des Yvelines.
Passé Hermeray, le parcours devient à dominante forestière. Le GRP traverse ensuite la Maltorne aux environs de Mittainville, se dirige vers La Hauteville, Chaudejoute et Thionville-sur-Opton à travers un paysage varié. L'arrivée aux abords d'Houdan offre une belle vue sur la ville et son donjon.
De Houdan à Bréval (30,8 km) :
Après avoir parcouru le centre historique de Houdan, le GRP se dirige vers Richebourg où il croise le GR22, puis Civry-la-Forêt. Il rejoint ensuite la vallée de la Vaucouleurs qu'il domine jusqu'à Montchauvet d’où part une liaison balisée vers le GR11, via Courgent.
De Montchauvet, le GRP remonte le ru d'Houville, affluent de la Vaucouleurs, qu'il traverse sur un ancien pont médiéval pour atteindre Dammartin-en-Serve, sur le plateau.
Il atteint ensuite Bréval, en passant au sud de Longnes.
De Bréval à Saint-Illiers-la-Ville (8,3 km) :
Il traverse Saint-Illiers-le-Bois, puis le bois des Bruyères pour rejoindre le GR26 à la sortie de Saint-Illiers-la-Ville. Le GR26 permet de continuer la randonnée soit à l'ouest vers Bonnières et Vernon, soit à l'est vers Rosny-sur-Seine.